# Tangram
Tangram je jedna od najstarijih i najpoznatijih slagalica. Ova matematička zagonetka sastoji se od sedam standardnih dijelova, od kojih se slažu slike različitih objekata.

## Porijeklo
Igra je iz Kine stigla u Europu i Ameriku početkom 19. stoljeća. Točna starost igre nije poznata. Većina autora danas smatra da je starost igre od preko tri tisućljeća  "patka" Sama Loyda, koji je tangram popularizirao u svojoj knjizi The Eighth Book Of Tan iz 1903. godine.
Smatra se da naziv "tangram" potiče od kovanice "Tang" + "gram".
Igra je stekla veliku popularnost u prvoj polovici 19. stoljeća. Drugi val popularnosti nastupio je za vrijeme Prvog svjetskog rata.

## Dijelovi
Originalni tangram je kvadrat razrezan na sedam dijelova, tako da se dobiju:
- 2 velika jednakokračna pravokutna trokuta (hipotenuza {\displaystyle \scriptstyle {1}}, stranica {\displaystyle \scriptstyle {{\sqrt {2}}/2}}, površina {\displaystyle \scriptstyle {1/4}})
- 1 jednakokračni pravokutni trokut srednje veličine (hipotenuza {\displaystyle \scriptstyle {{\sqrt {2}}/2}}, stranice {\displaystyle \scriptstyle {1/2}}, površina {\displaystyle \scriptstyle {1/8}})
- 2 mala jednakokračna pravokutna trokuta (hipotenuza {\displaystyle \scriptstyle {1/2}}, stranice {\displaystyle \scriptstyle {{\sqrt {2}}/4}}, površina {\displaystyle \scriptstyle {1/16}})
- 1 kvadrat (stranica {\displaystyle \scriptstyle {{\sqrt {2}}/4}}, površina {\displaystyle \scriptstyle {1/8}})
- 1 paralelogram (stranice {\displaystyle \scriptstyle {1/2}} i {\displaystyle \scriptstyle {{\sqrt {2}}/4}}, površina {\displaystyle \scriptstyle {1/8}})

## Slaganje
Igra se sastoji u tome da se od dijelova sastavljaju, unaprijed zadati, različiti likovi i figure, prema vlastitoj zamisli ili prema prijedlogu voditelja (ako u natjecanju sudjeluje više igrača). Osnovna pravila, koja se moraju poštovati, glase ovako:
1. Uvijek se mora upotrijebiti svih sedam dijelova,
2. Dijelovi se postavljaju jedan do drugog, ne smiju se preklapati,
3. Dijelovi se po potrebi mogu preokrenuti na drugu stranu.

Samo u 19. stoljeću riješeno je preko 6500 različitih problema, a taj broj stalno raste. Međutim, može se složiti samo 13 konveksnih figura (dužina povučena između neke dvije točke na opsegu prolazi kroz unutrašnjost lika).

## Primjeri
- Svijeća
- Kuća
- Čajnik
- Jedrilica
- Guska
- Riba
- Posluživanje
- Gospođa

## Vanjske poveznice
- Ronald C. Read, Tangrams: 330 puzzles, Google books
- Eric Livingston, Ethnographies of reason, Google books